# Малое Сатыково (деревня)
Малое Сатыково — деревня в Тавдинском городском округе Свердловской области России.

## Географическое положение
Деревня Малое Сатыково муниципального образования «Тавдинском городском округе» Свердловской области расположена в 32 километрах (по автотрассе в 40 километрах) к востоку от города Тавда. В окрестностях деревни, в 1 километре к югу расположено озеро Малое Сатыково.

## Население
{{население|Малое Сатыково (деревня)